# By Hook or by Crook
By Hook or by Crook es una película dramática de amigos de 2001 escrita, dirigida y protagonizada por Harry Dodge y Silas Howard. La historia sigue a dos amigos improbables que cometen delitos menores y descubren su lugar en el mundo.
La película se estrenó en el Festival de Cine Frameline de 2001 y luego se proyectó en el Festival de Cine de Sundance de 2002. Ganó múltiples premios en el circuito de festivales de cine, incluido el Premio del Público al Mejor Largometraje Narrativo en el Festival de Cine SXSW de 2002.

## Trama
Shy, un hombre transgénero, abandona su pequeño pueblo de Kansas para mudarse a San Francisco tras la muerte de su padre. En el camino, se encuentra con Valentine, un peculiar adoptado que busca a su madre biológica. Se genera un parentesco inmediato entre los dos hombres y se convierten en socios del crimen con Billie, la amante de Val, para mantenerse a flote económicamente. El dúo enfrenta problemas económicos, problemas emocionales y enfrentamientos físicos mientras aprenden a confiar y apoyarse mutuamente en la búsqueda de sus objetivos.

## Elenco
- Silas Howard como Shy
- Harry Dodge como Valentine
- Stanya Kahn como Billie
- Carina Gia como Isabelle
- James Cotner como atacante
- Joan Jett como entrevistada de las noticias
- Kris Kovic como loco en el parque
- Maia Lorian como la chica de Parisol
- Tina Marie Murray como la señorita Red
- Aldo Pisano como conductor
- Nancy Stone como camarera

## Producción
La película es el debut como directores de Howard y Dodge y se filmó en mini DV. 
Fue producida por Howard, Dodge y Steak House de Steakhaus Productions.
Carla Bozulich, de Geraldine Fibbers, escribió la banda sonora de la película. La banda sonora también incluye una canción que Carla Bozulich coescribió con Geraldine Fibbers, "Lilybelle", que luego fue versionada por Kiki y Herb.

## Lanzamiento
La película tuvo su estreno mundial en el Festival de Cine Frameline en San Francisco el 17 de junio de 2001. Además, se proyectó en el Festival de Cine de Sundance de 2002. Se estrenó en cines de forma limitada el 25 de octubre de 2002.

## Recepción
En el agregador de reseñas Rotten Tomatoes, By Hook or by Crook tiene un índice de aprobación del 64% basado en 14 reseñas.
Dave Kehr del New York Times escribió que la película "es, como sus personajes principales, un poco desordenada y torpe, pero no sin cierto encanto", y "la humanidad de los personajes brilla, dando rostro y forma a una subcultura que las películas han descuidado en gran medida". TV Guide describió la película como "una película de amigos atractiva, aunque decididamente poco convencional, que parece canalizar a Midnight Cowboy (1969) mientras sigue su propio camino peculiar".

## Premios
- 2001 LA Outfest: Premio del público: Mejor largometraje narrativo, Harry Dodge y Premio del gran jurado: Mejor guion, Silace Howard y Harry Dodge
- Festival de Cine Lésbico y Gay de Seattle 2001, Premio pppa la Excelencia: Mejor Directora Femenina, Silace Howard y Harry Dodge, y Premio a la Excelencia: Mejor Largometraje Narrativo, Silace Howard y Harry Dodge
- Festival de Cine Lésbico de París 2002, Ganadora del Premio del Público: Mejor Película, Silas Howard y Harry Dodge
- Festival Internacional de Cine Gay y Lésbico de Filadelfia 2002 Premio del Jurado: Mejor Película - Lesbian, Silace Howard y Harry Dodge
- Festival de Cine SXSW 2002: Premio del público: Mejor largometraje narrativo, Silace Howard y Harry Dodge[3]